# 28 décembre 2016
Le mardi 28 décembre 2016 est le 363e jour de l'année 2016.

## Décès
Par ordre alphabétique.
- Michel Déon, écrivain et académicien français .
- Pierre Barouh, auteur-compositeur-interprète français .
- Debbie Reynolds, actrice américaine, mère de Carrie Fisher.
- Jean-Christophe Victor, géographe, géopolitologue, et présentateur d'émission télévisée.